# Macropiper latifolium
Macropiper latifolium là một loài thực vật có hoa trong họ Hồ tiêu. Loài này được (L. f.) Miq. miêu tả khoa học đầu tiên.